# Halina Satkiewicz

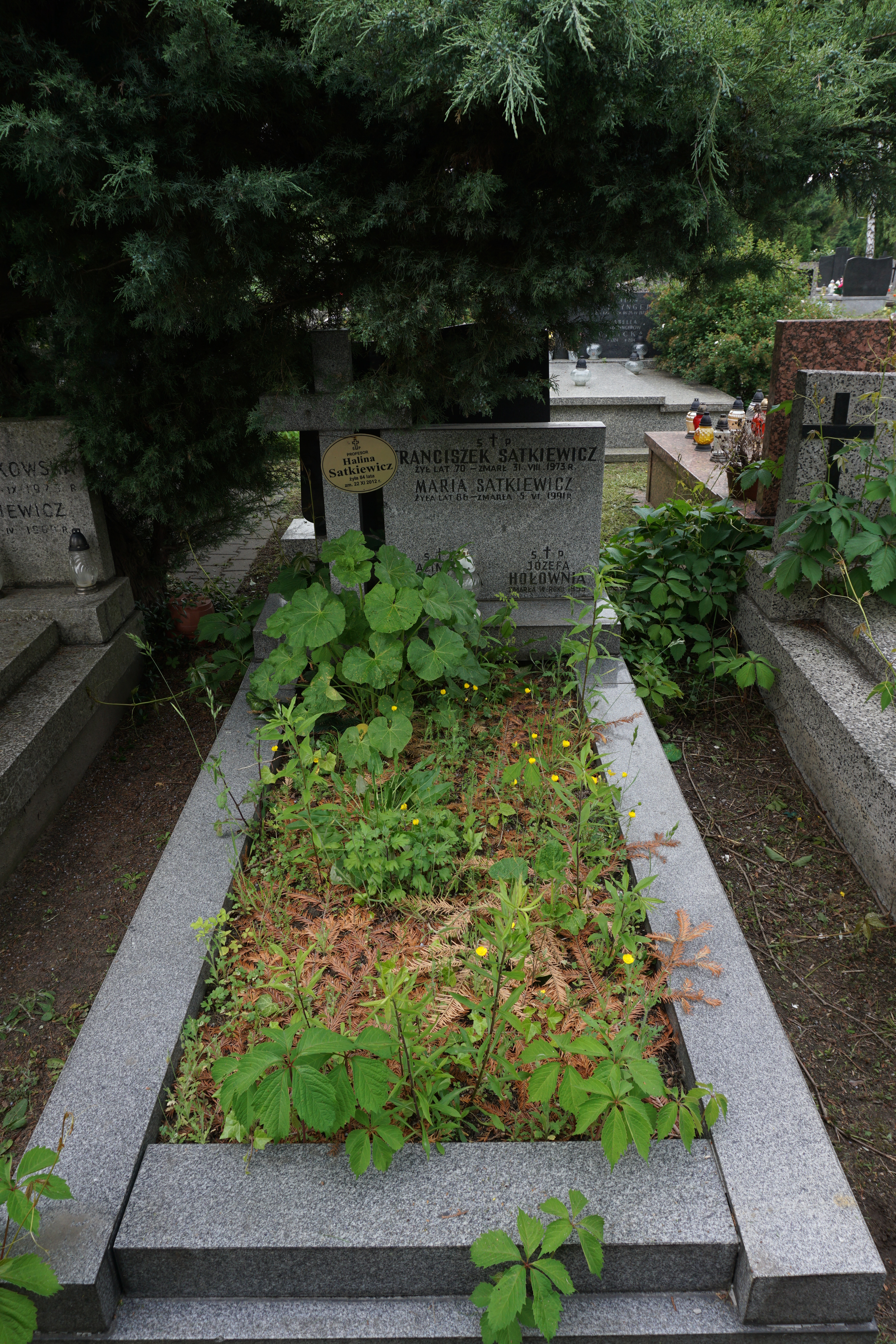
Grób Aloizy Haliny Satkiewicz na cmentarzu Komunalnym Północnym

Halina Satkiewicz (wł. Alojza Halina Satkiewicz) (ur. 22 lipca 1928 w Grodnie, zm. 22 listopada 2012 w Warszawie) – polska językoznawczyni, prof. dr. hab. Uniwersytetu Warszawskiego.

## Życiorys
Urodziła się na terenach zajętych po II wojnie światowej przez ZSRR, w ramach repatriacji zamieszkała w Szczecinku. Po ukończeniu Liceum Ogólnokształcącego w 1949 rozpoczęła studia na Wydziale Polonistyki Uniwersytecie Warszawskim, równocześnie pracowała w Zespole Dialektologicznym, gdzie badała gwarę mazurską i warmińską. W 1954 obroniła pracę magisterską pod kierunkiem prof. Witolda Doroszewskiego, rok wcześniej podjęła pracę asystenta w Zakładzie Stylistyki i Kultury Języka na Wydziale Dziennikarstwa Uniwersytetu Warszawskiego. Od 1958 była starszym asystentem oraz adiunktem na Wydziale Polonistyki, w 1964 uzyskała stopień doktora przedstawiając napisaną pod kierunkiem prof. Witolda Doroszewskiego pracę pt. "Produktywne typy słowotwórcze współczesnego języka ogólnopolskiego”. W 1966 przedstawiła pracę habilitacyjną pt. "Zagadnienia normatywne w morfologii (fleksja, słowotwórstwo)", została wówczas członkiem założycielem oddziału Towarzystwa Kultury Języka Polskiego w Warszawie, a następnie pełniła tam funkcję członka zarządu głównego i była sekretarzem. W 1967 wyjechała na trzy lata do Lille, gdzie na tamtejszym uniwersytecie pracowała jako lektor. Po powrocie do kraju w 1970 została członkiem Komisji Frazeologicznej i Komisji Kultury Języka Polskiego, członkiem Rady Języka Polskiego oraz sekretarzem Komisji Słowiańskiej Terminologii Lingwistycznej przy Komitecie Językoznawstwa Polskiej Akademii Nauk. W 1978 zakończyła pracę na Wydziale Polonistyki i objęła stanowisko kierownika Zakładu Stylistyki Języka Polskiego w Instytucie Dziennikarstwa Uniwersytetu Warszawskiego, w 1991 uzyskała tytuł profesora i została wówczas redaktorem naczelnym miesięcznika Poradnik Językowy. Spoczywa na Komunalnym Cmentarzu Północnym (kw. E-X-6, rząd 7, grób 2).

## Dorobek
- "Produktywne typy słowotwórcze współczesnego języka polskiego" (1964),
- "Kultura języka polskiego" (t. I, 1971; t. II, 1973, 3 wydania, razem z Haliną Kurkowską i Danutą Buttlerową),
- "Gramatyka języka polskiego" (1990, razem z Barbarą Bartnicką)

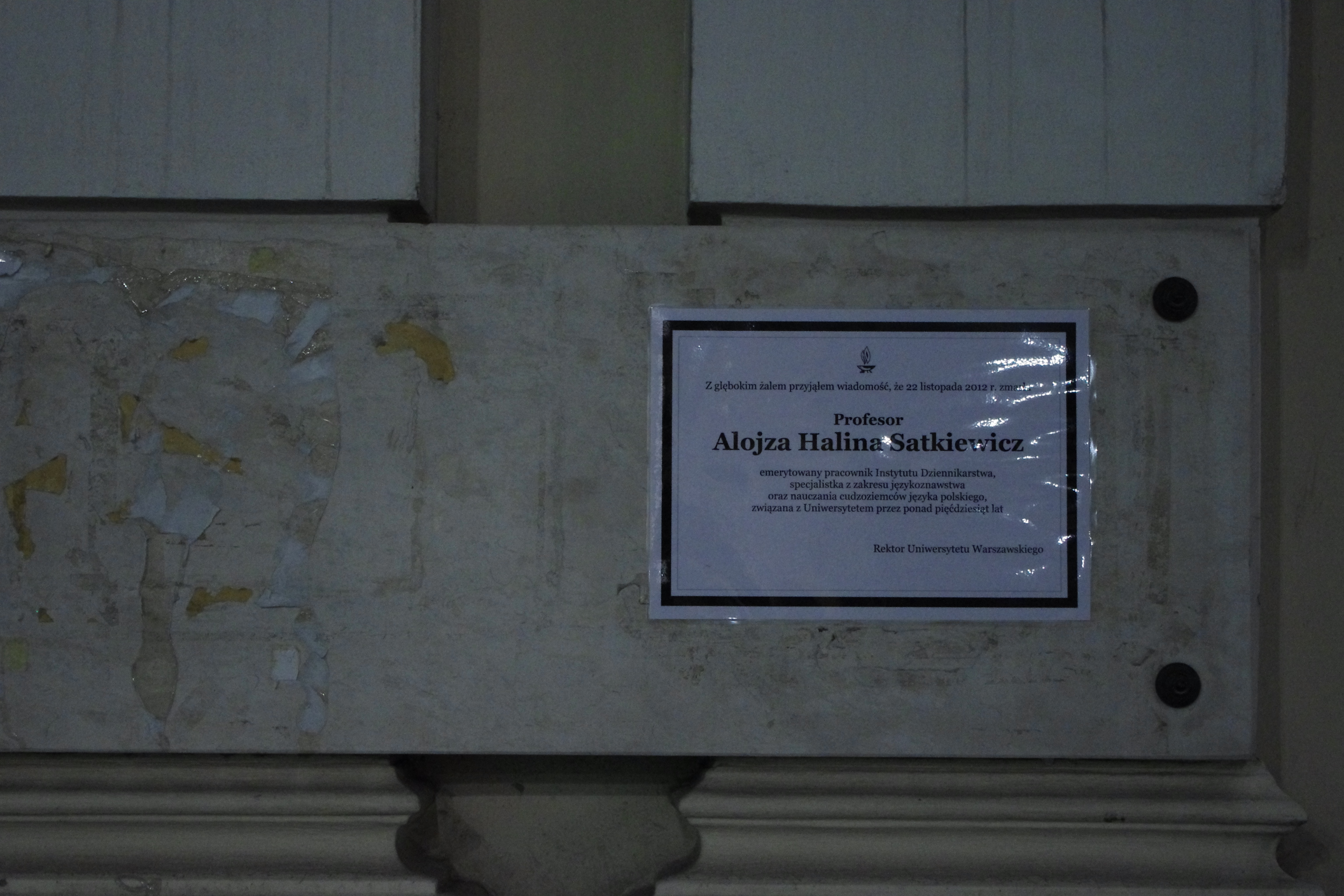
Nekrolog zawiadamiający o śmierci prof. Haliny Satkiewicz na bramie Uniwersytetu Warszawskiego

## Odznaczenia
- Krzyż Oficerski Orderu Odrodzenia Polski;
- Krzyż Kawalerski Orderu Odrodzenia Polski;
- Złoty Krzyż Zasługi;
- Srebrny Krzyż Zasługi;
- Brązowy Krzyż Zasługi;
- Medal Komisji Edukacji Narodowej.

## Członkostwo
- Towarzystwo Naukowe Warszawskie;
- Polskie Towarzystwo Językoznawcze;
- Towarzystwo Kultury Języka Polskiego.